# ФК Копаоник
ФК Копаоник је фудбалски клуб из Бруса и тренутно се такмичи у Зони Запад, четвртом такмичарском нивоу српског фудбала. Клуб је основан 1931. године.